# 匠人
匠人（学名：Homo ergaster，来自希腊文，意为“工作”）是属于人科的已经滅絕的物种，生存於180-130萬年前的東非及南部非洲，处于上新世末期到更新世初期。目前对于匠人的分类、祖先以及后裔尚存争论，但很多人认为，他很可能是晚期人科物种（诸如海德堡人、尼安德特人和智人）的直接祖先。他与直立人间的关系也有许多争议。直立人被认为是匠人在亚洲的后裔。也有观点认为他与直立人可以归为同一物种。匠人是人属的早期物种之一，可能是能人的后裔，或者和能人享有共同的祖先。

## 歷史

### 发现
南非古生物学家约翰·塔尔博特·鲁宾逊（John T. Robinson）于1949年在南非斯瓦特克朗（Swartkrans）发现了一新的人科动物的下颌骨，并将其命名为开普远人（Telanthropus capensis），但目前已证实该化石属于匠人。1975年在肯尼亚鲁道夫湖（Lake Rudolf，现已改名为图尔卡纳湖），柯林·葛洛福斯（Colin Groves）和弗罗茨瓦夫·马扎克（Vratislav Mazak）发现了一具下颌骨，并将其命名为匠人。此化石代号为KNM ER 992，也是匠人的模式标本。最完整的匠人骨骼是於1984年在肯雅的圖爾卡納湖發現的，这也是迄今为止发掘出的最完整的已灭绝人科物种化石。古人類學家理查·李基、卡莫亞·基穆（Kamoya Kimeu）及阿蘭·沃克發掘出這個160萬年前的標本，編號為KNM-WT 15000，并为它起了个昵稱“图尔卡纳男孩”。

### 分类
在古生物学界，对于直立人与匠人的关系仍旧存有许多争论。有些人相信匠人是直立人在非洲的直接祖先，认为匠人从非洲迁移到亚洲，形成了一个不同的物种。也有很多人想要舍弃匠人这一名称，因为北京猿人（直立人）化石和“圖爾卡納少年”化石几乎没有分别。但另外也有很多人认为匠人确实是一个有效的分类单元。当然有时，匠人也会被归为直立人的亚种。
有人提出可以通过恩斯特·麦尔的生物学物种定义来测试上述假说，即检验匠人和直立人的头盖骨标本在形态学上的区别的程度，再将其与地理分布类似或有进化亲缘关系的其他现存灵长类物种的群体进行比较。这样，如果直立人与匠人的区别比起一个物种（譬如说猕猴）间的区别更大，则可以说明他们是两个不同的物种。但很多人坚持这种方法在这里并不适用。这是因为如何选取现存物种来比较非常关键，但合适样本的选取却又相当困难。举例来说，由粒线体夏娃假说证实，所有现代人类的形态学差异相当地小，因而现代人类就不适合被选做对照物种。
匠人與直立人的分別在於他較薄的頭顱骨骨頭，且沒有明顯的溝。而与海德堡人的分别在于更薄的骨头、更突出的面部以及更低的前额。衍生的特徵包括有減少了的兩性異形、較細小及正頜的面部、較細小的齒弓及較大的脑容量（早期标本約有700-900立方厘米，而晚期标本有900-1100立方厘米）。估計匠人站立時高1.9米。遺骸在坦桑尼亞、埃塞俄比亞、肯雅及南非都有發現。

### 分歧
能人通常被认为是人属的祖先，也是匠人的直接祖先，但在这点上目前也有分歧。能人与匠人一同存在了20万到30万年，这或许意味着他们来自一个共同的祖先。匠人对于后期人族的遗传学影响也无法确定。现今的遗传学研究基本证实了人类单地起源说，这也许意味着匠人是所有后期人族物种的祖先。

### 起源与灭绝
匠人在190万到180万年前从能人的后裔中分离出来，这一支迁移出非洲后，直立人几乎立即又从匠人的后裔中分开。匠人的早期后裔可能包括在喬治亞被发现的喬治亞人。匠人在非洲保持了50万年的稳定，之后化石记录显示他于140万年前消失，关于他的消失现在还未找到明显的原因。

### 使用工具
相比直立人，匠人使用更为多样的和先进的石器。匠人很可能最先制造出奥杜威文化的工具，改进之后，又发展出了阿舍利文化的双面斧。由于直立人在阿舍利文化的技术创新之前20万年就从匠人中分离出来，因此他们没有机会使用阿舍利工具。

### 社会
匠人的两性异形比起人他的祖先南方古猿来说减少了大约20%，但与现代人类相比还大不少。据此推测，男性匠人间为争夺配偶而产生的竞争也随之减少，这使男性的身型减小，也使其社会更趋现代。不仅在身体上，在社会组织方面匠人也比前辈更接近现代人，他们的社会也已经和处于狩猎社会的现代人类很相似了。还有研究表示匠人是最先学会利用火的人科，但这点尚有争议。

### 语言使用
匠人很可能是最早发出人类声音的人科，尽管程度非常有限。根据对“圖爾卡納少年”的研究，他的颈椎远比之后的人类更窄，因此很长一段时间内人们都推测，或许是身体的限制使他们无法发生更复杂的声音。但在对30万年之前的格鲁及亚人进行研究后发现，他的颈椎与正常人类几乎没有区别。一种可能是“圖爾卡納少年”的脊柱曾生过某种疾病从而导致了颈椎的变窄。另外，也没有考古学证据表明匠人会进行象征性思维（如写作、艺术等）。但以进化得很好的大脑来猜测，他们有可能进行某种形式的语言或符号式交流。

### 著名化石
- KNM ER 3733
- 图尔卡纳男孩
- KNM ER 992

## 外部連結
- Archaeology Info（页面存档备份，存于）
- Smithsonian（页面存档备份，存于）